# 日本映画放送
日本映畫放送株式會社（日语： / 英語：）是日本一家总部位于东京都千代田区有乐町的经《广播法》批准的卫星基干广播业者。过去，它还曾经是卫星一般广播业者和无线移动基干广播业者。

## 公司简介
日本映畫放送株式會社的最大股东是富士电视株式会社，它同时是富士电视株式会社及其母公司富士媒体控股株式会社的子公司，并且它还是富士电视株式会社的权益法适用关联公司。
日本映畫放送株式會社主要负责为旗下电视频道日本电影专门频道和时代剧专门频道的节目制作以及频道的广播和供应。由它负责的直营广播业务包括与SKY PerfecTV！高级服务、SKY PerfecTV！基本服务、J:COM、光TV等卫星电视服务商及有线电视服务商的合作；同时它还为日本移动广播公司的提供节目内容。
除了频道运营之外，日本映畫放送株式會社还专注于电影及原创时代剧的制作。随着公司制作的影视内容的增加，除了向旗下电视频道提供内容之外，也开始参与院线发行等新渠道的开拓。
日本映畫放送株式會社的代表董事兼总裁杉田成道曾经执导过电影《来自北国》，同时他还在富士电视株式会社担任执行董事并享受该公司的高管待遇。
日本映畫放送株式會社的广播业务实际上是在青海先锋大厦进行，这里也是另一家卫星电视内容公司J体育株式会社（曾名天空娱乐）的总部。 直到2011年，日本映畫放送株式會社的广播节目审议会都还是在J体育株式会社的会议室里召开。

## 公司发展
2000年2月9日，天空娱乐株式会社（现J体育株式会社）的股东新闻集团（由日本新闻集团株式会社及新闻电视私人有限公司代持）、软银株式会社（由软银宽频传媒株式会社代持）、索尼广播媒体株式会社（2009年11月与索尼合并）、富士电视株式会社（即现在的富士媒体控股株式会社）共同投资组建了日本映畫放送株式會社。2月，通过对第三方定向增发新股，东宝株式会社成为公司股东。同年4月，日本映畫放送株式會社从天空娱乐株式会社手里承接了日本电影专门频道、时代剧专门频道的频道运营业务。参照东宝模式，角川书店和朱庇特电视也分别在当年的5月和9月成为公司股东。
2007年5月，日本电影专门频道和时代剧专门频道的家庭收视户数突破1,000万；2011年1月，收视户数突破1,500万。
2018年12月1日，日本映畫放送株式會社的第3条电视频道——“日本电影＋时代剧 4K”正式开播。

## 运营频道
- 日本电影专门频道（日语：日本映画専門チャンネル）（高清电视）

- 时代剧专门频道（日语：時代劇専門チャンネル）（高清电视）

- 日本电影＋时代剧 4K（4K电视）

## 制作作品
日本映畫放送株式會社所制作的影视作品主要是和其股东富士电视、东宝、角川映畫等共同出资，以下列举的是其制作的主要作品。
- 《微笑 圣诞夜的奇迹（日语：スマイル 聖夜の奇跡）》（2007年12月公映）

- 《次郎長三国志（日语：次郎長三国志）》（2008年9月公映）

- 《谁都不保护》（2009年1月公映）

- 《阿马尔菲 女神的报酬》（2009年7月公映）

- 《樱之桃与蒲公英》（2009年10月公映）

- 《弯曲吧！汤匙》（2009年11月公映）

- 《海边旅店（日语：シーサイドモーテル）》（2010年6月公映）

- 《最后的忠臣藏》（2010年12月公映）——由公司总裁杉田成道执导

- 《安达卢西亚 女神的报复（日语：アンダルシア 女神の報復）》（2011年6月公映）

- 《乔瓦尼之岛》（2014年2月公映）

- 《丈之明日:辰吉丈一郎的20年（日语：ジョーのあした 辰吉丈一郎との20年）》（2016年2月公映）

- 《被遗忘的新娘》（2016年3月公映）

- 《海边的李尔（日语：海辺のリア）》（2017年6月公映）

- 《山茶花飘零（日语：散り椿）》（2018年9月公映）

- 《小河剧织田信长 电影版》（2018年12月限时公映）

- 《暗之齿轮》（2019年1月限时公映）——时代剧专门频道开播20周年纪念剧

- 《黑狐：忍者时代》（2019年10月5日网络公映 / 10月17日－20日限时公映）——2019年京都国际电影节（日语：京都国際映画祭）参映作品；新世代特摄动作时代剧

- 《归乡》（2020年1月限时公映）——法国戛纳国际影视节目展销会（日语：MIPCOM）首映；2020年东京国际电影节参映作品；史上首部8K清晰度时代剧